# Елвсбюн (община)
Община Елвсбюн (на шведски: Älvsbyns kommun) е разположена в лен Норботен, северна Швеция с обща площ 1810 km2 и население 8168 души (към 31 декември 2013). Административен център на община Елвсбюн е едноименния град Елвсбюн.